# Senna Borsato
Senna Armando Cornelis Borsato (23 september 2001) is een Nederlands acteur.

## Acteerwerk
Borsato maakte in 2013 zijn acteerdebuut in de korte film Plakband, waarin hij samen met zijn zus acteerde. De film werd speciaal gemaakt voor het 48 Hour Film Project - de Cinekid-editie. Een jaar later, in juni 2014, maakte hij zijn debuut op het witte doek met de bioscoopfilm Heksen bestaan niet, waarin hij de hoofdrol van Roy vertolkt. Datzelfde jaar maakte hij tevens zijn debuut als televisieacteur in de televisieserie Het verborgen eiland. En in 2015 heeft hij in de film Code M gespeeld. In oktober 2015 was hij ook te zien in de korte film Onder mijn bed van het 48 Hour Film Project - de Cinekid-editie.

## Familie
Borsato is een zoon van Marco Borsato en Leontine Ruiters. Zijn jongere zus Jada is zangeres. Hij is vernoemd naar de Braziliaanse Formule 1-coureur Ayrton Senna. Zijn tweede en derde naam dankt hij aan twee van zijn ooms.

## Filmografie

### Film
- 2013: Plakband
- 2014: Heksen bestaan niet, als Roy
- 2014: De droomtrein, als dromer in de Trein
- 2015: Code M, als Rik
- 2015: Onder mijn bed, als broer
- 2019: Het geheim van Sophia, als stuurman Oostvogel

### Televisie
- 2014: Het verborgen eiland, als Jip
- 2017: SpangaS, als Norbert